# Пепе (футболіст, 1983)
Кеплер Лаверан Ліма Феррейра (порт. Képler Laveran Lima Ferreira, нар. 26 лютого 1983, Масейо), відоміший за прізвиськом Пепе — португальський футболіст бразильського походження, півзахисник та захисник, який захищав кольори клубу «Порту» і національної збірної Португалії.
Дворазовий чемпіон Португалії. Дворазовий володар Кубка Португалії. Володар Суперкубка Португалії. Чемпіон Іспанії. Володар Кубка Іспанії з футболу. Триразовий переможець Ліги чемпіонів. Володар Міжконтинентального кубка.
Переможець чемпіонату Європи 2016 у складі збірної Португалії. Найстарший гравець, який відзначився в раунді плей-оф фінальних частин чемпіонатів світу.

## Клубна кар'єра

### «Марітіму»
Вихованець бразильського футболу. 18-річним юнаком перебрався до Португалії, де дебютував у дорослому футболі 2001 року виступами за команду клубу «Марітіму» з Мадейри. Вже з наступного року став основним гравцем команди. Провів у «Марітіму» три сезони, взявши участь у 63 матчах чемпіонату.

### «Порту»
Своєю грою за цю команду привернув увагу представників тренерського штабу клубу «Порту», до складу якого приєднався 2004 року. Відіграв за клуб з Порту наступні три сезони своєї ігрової кар'єри. Граючи у складі «Порту», також здебільшого виходив на поле в основному складі команди. За цей час двічі вигравав чемпіонати країни та розіграші національного Кубка. 2004 року також став у складі «Порту» володарем Міжконтинентального кубка.

### «Реал»
До складу клубу мадридського «Реала» приєднався 2007 року. Провів у королівському клубі 10 років, зігравши у 229 матчах в національному чемпіонаті.

### «Бешікташ»
У липні 2017 року перейшов до складу турецького «Бешікташа».

### Повернення до «Порту»
Відігравши півтора року в Туреччині, повернувся на батьківщину, до команди рідного «Порту».
8 серпня 2024 Пепе оголосив про те, що завершує свою кар'єру футболіста.

## Виступи за збірну
Його не викликали до збірних команд Бразилії в жодній з вікових категорій.
У серпні 2007 року набув громадянство Португалії та того ж місяця вперше викликаний до лав національної збірної країни.
У складі збірної був учасником чемпіонату Європи 2008 року, чемпіонату світу 2010 року, чемпіонату Європи 2012 року, чемпіонату світу 2014 року.
У складі збірної був учасником чемпіонату Європи 2016 року у Франції, на якому португальці здобули перший у своїй історії титул континентальних чемпіонів. На турнірі взяв участь у шості з семи ігор своєї команди, у тому числі повністю провів на полі фінальну гру проти господарів змагання.
6 грудня 2022 в поєдинку 1/8 фіналу ЧС-2022 забив м'яча у ворота збірної Швейцарії на 33-й хвилині матчу. Так Пепе став найстаршим футболістом, який відзначився в раунді плей-оф: на момент матчу йому виповнилося 39 років і 283 дні. Він випередив камерунця Роже Міллу, який забивав у 1990 на першості в Італії у віці 38 років.
| Дата       | Місто                  | Господарі            | Результат               | Гості                | Турнір                | Голи | Примітки        |
| ---------- | ---------------------- | -------------------- | ----------------------- | -------------------- | --------------------- | ---- | --------------- |
| 21-11-2007 | Порту                  | Португалія           | 0 – 0                   | Фінляндія            | Відбір до ЧЄ 2008     | -    |                 |
| 26-3-2008  | Дюссельдорф            | Греція               | 2 – 1                   | Португалія           | товариський матч      | -    | 31' 46'         |
| 31-5-2008  | Візеу                  | Португалія           | 2 – 0                   | Грузія               | товариський матч      | -    | 62'             |
| 7-6-2008   | Женева                 | Португалія           | 2 – 0                   | Туреччина            | ЧЄ 2008 - 1-й етап    | 1    |                 |
| 11-6-2008  | Женева                 | Чехія                | 1 – 3                   | Португалія           | ЧЄ 2008 - 1-й етап    | -    |                 |
| 15-6-2008  | Базель                 | Швейцарія            | 2 – 0                   | Португалія           | ЧЄ 2008 - 1-й етап    | -    |                 |
| 19-6-2008  | Базель                 | Португалія           | 2 – 3                   | Німеччина            | ЧЄ 2008 - чвертьфінал | -    | 60'             |
| 20-8-2008  | Лейрія                 | Португалія           | 5 – 0                   | Фарерські острови    | товариський матч      | -    |                 |
| 6-9-2008   | Та-Калі                | Мальта               | 0 – 4                   | Португалія           | Відбір до ЧС 2010     | -    |                 |
| 10-9-2008  | Лісабон                | Португалія           | 2 – 3                   | Данія                | Відбір до ЧС 2010     | -    |                 |
| 11-10-2008 | Стокгольм              | Швеція               | 0 – 0                   | Португалія           | Відбір до ЧС 2010     | -    |                 |
| 15-10-2008 | Брага (Португалія)     | Португалія           | 0 – 0                   | Албанія              | Відбір до ЧС 2010     | -    |                 |
| 19-11-2008 | Гама                   | Бразилія             | 6 – 2                   | Португалія           | товариський матч      | -    |                 |
| 11-2-2009  | Фару                   | Португалія           | 1 – 0                   | Фінляндія            | товариський матч      | -    | 46'             |
| 28-3-2009  | Порту                  | Португалія           | 0 – 0                   | Швеція               | Відбір до ЧС 2010     | -    |                 |
| 31-3-2009  | Лозанна                | Португалія           | 2 – 0                   | ПАР                  | товариський матч      | -    | 74'             |
| 6-6-2009   | Тирана                 | Албанія              | 1 – 2                   | Португалія           | Відбір до ЧС 2010     | -    | 80'             |
| 10-6-2009  | Таллінн                | Естонія              | 0 – 0                   | Португалія           | товариський матч      | -    | 59'             |
| 12-8-2009  | Вадуц                  | Ліхтенштейн          | 0 – 3                   | Португалія           | товариський матч      | -    |                 |
| 5-9-2009   | Копенгаген             | Данія                | 1 – 1                   | Португалія           | Відбір до ЧС 2010     | -    |                 |
| 9-9-2009   | Будапешт               | Угорщина             | 0 – 1                   | Португалія           | Відбір до ЧС 2010     | 1    | 69'             |
| 14-10-2009 | Гімарайнш              | Португалія           | 4 – 0                   | Мальта               | Відбір до ЧС 2010     | -    | 84'             |
| 14-11-2009 | Лісабон                | Португалія           | 1 – 0                   | Боснія і Герцеговина | Відбір до ЧС 2010     | -    |                 |
| 18-11-2009 | Зениця                 | Боснія і Герцеговина | 0 – 1                   | Португалія           | Відбір до ЧС 2010     | -    |                 |
| 8-6-2010   | Йоганнесбург           | Португалія           | 3 – 0                   | Мозамбік             | товариський матч      | -    | 77'             |
| 25-6-2010  | Дурбан                 | Португалія           | 0 – 0                   | Бразилія             | ЧС 2010 - 1-й етап    | -    | 40' 64'         |
| 29-6-2010  | Кейптаун               | Іспанія              | 1 – 0                   | Португалія           | ЧС 2010 - 1/8 фіналу  | -    | 72'             |
| 8-10-2010  | Порту                  | Португалія           | 3 – 1                   | Данія                | Відбір до ЧЄ 2012     | -    |                 |
| 12-10-2010 | Рейк'явік              | Ісландія             | 1 – 3                   | Португалія           | Відбір до ЧЄ 2012     | -    |                 |
| 17-11-2010 | Лісабон                | Португалія           | 4 – 0                   | Іспанія              | товариський матч      | -    | 46'             |
| 26-3-2011  | Лейрія                 | Португалія           | 1 – 1                   | Чилі                 | товариський матч      | -    | 46'             |
| 29-3-2011  | Авейру                 | Португалія           | 2 – 0                   | Фінляндія            | товариський матч      | -    | 78'             |
| 4-6-2011   | Лісабон                | Португалія           | 1 – 0                   | Норвегія             | Відбір до ЧЄ 2012     | -    |                 |
| 10-8-2011  | Фару                   | Португалія           | 5 – 0                   | Люксембург           | товариський матч      | -    | 46'             |
| 2-9-2011   | Нікосія                | Кіпр                 | 0 – 4                   | Португалія           | Відбір до ЧЄ 2012     | -    |                 |
| 11-11-2011 | Зениця                 | Боснія і Герцеговина | 0 – 0                   | Португалія           | Відбір до ЧЄ 2012     | -    |                 |
| 15-11-2011 | Лісабон                | Португалія           | 6 – 2                   | Боснія і Герцеговина | Відбір до ЧЄ 2012     | -    |                 |
| 29-2-2012  | Варшава                | Польща               | 0 – 0                   | Португалія           | товариський матч      | -    | 66'             |
| 2-6-2012   | Лісабон                | Португалія           | 1 – 3                   | Туреччина            | товариський матч      | -    |                 |
| 9-6-2012   | Львів                  | Німеччина            | 1 – 0                   | Португалія           | ЧЄ 2012 - 1-й етап    | -    |                 |
| 13-6-2012  | Львів                  | Данія                | 2 – 3                   | Португалія           | ЧЄ 2012 - 1-й етап    | 1    |                 |
| 17-6-2012  | Харків                 | Португалія           | 2 – 1                   | Нідерланди           | ЧЄ 2012 - 1-й етап    | -    |                 |
| 21-6-2012  | Варшава                | Чехія                | 0 – 1                   | Португалія           | ЧЄ 2012 - чвертьфінал | -    |                 |
| 27-6-2012  | Донецьк                | Португалія           | 0 – 0 д.ч. (2 – 4 п.п.) | Іспанія              | ЧЄ 2012 - півфінал    | -    | 61'             |
| 7-9-2012   | Люксембург             | Люксембург           | 1 – 2                   | Португалія           | Відбір до ЧС 2014     | -    |                 |
| 11-9-2012  | Брага (Португалія)     | Португалія           | 3 – 0                   | Азербайджан          | Відбір до ЧС 2014     | -    |                 |
| 12-10-2012 | Москва                 | Росія                | 1 – 0                   | Португалія           | Відбір до ЧС 2014     | -    |                 |
| 16-10-2012 | Порту                  | Португалія           | 1 – 1                   | Північна Ірландія    | Відбір до ЧС 2014     | -    | 81'             |
| 14-11-2012 | Лібревіль              | Габон                | 2 – 2                   | Португалія           | товариський матч      | -    | кап. 46'        |
| 22-3-2013  | Тель-Авів-Яфо          | Ізраїль              | 3 – 3                   | Португалія           | Відбір до ЧС 2014     | -    |                 |
| 26-3-2013  | Баку                   | Азербайджан          | 0 – 2                   | Португалія           | Відбір до ЧС 2014     | -    | 33'             |
| 14-8-2013  | Фару                   | Португалія           | 1 – 1                   | Нідерланди           | товариський матч      | -    |                 |
| 6-9-2013   | Белфаст                | Північна Ірландія    | 2 – 4                   | Португалія           | Відбір до ЧС 2014     | -    | 7'              |
| 10-9-2013  | Фоксборо (Массачусетс) | Бразилія             | 3 – 1                   | Португалія           | товариський матч      | -    | 46'             |
| 11-10-2013 | Лісабон                | Португалія           | 1 – 1                   | Ізраїль              | Відбір до ЧС 2014     | -    | 84'             |
| 15-11-2013 | Лісабон                | Португалія           | 1 – 0                   | Швеція               | Відбір до ЧС 2014     | -    |                 |
| 19-11-2013 | Стокгольм              | Швеція               | 2 – 3                   | Португалія           | Відбір до ЧС 2014     | -    |                 |
| 10-6-2014  | Іст-Ратерфорд          | Ірландія             | 1 – 5                   | Португалія           | товариський матч      | -    | 65'             |
| 16-6-2014  | Сальвадор              | Німеччина            | 4 – 0                   | Португалія           | ЧС 2014 - 1-й етап    | -    | 37'             |
| 26-6-2014  | Бразиліа               | Португалія           | 2 – 1                   | Гана                 | ЧС 2014 - 1-й етап    | -    |                 |
| 7-9-2014   | Авейру                 | Португалія           | 0 – 1                   | Албанія              | Відбір до ЧЄ 2016     | -    |                 |
| 11-10-2014 | Сен-Дені               | Франція              | 2 – 1                   | Португалія           | товариський матч      | -    |                 |
| 14-10-2014 | Копенгаген             | Данія                | 0 – 1                   | Португалія           | Відбір до ЧЄ 2016     | -    |                 |
| 14-11-2014 | Фару                   | Португалія           | 1 – 0                   | Вірменія             | Відбір до ЧЄ 2016     | -    | 42'             |
| 18-11-2014 | Манчестер              | Аргентина            | 0 – 1                   | Португалія           | товариський матч      | -    | 46'             |
| 4-9-2015   | Лісабон                | Португалія           | 0 – 1                   | Франція              | товариський матч      | -    |                 |
| 7-9-2015   | Ельбасан               | Албанія              | 0 – 1                   | Португалія           | Відбір до ЧЄ 2016     | -    |                 |
| 14-11-2015 | Краснодар              | Росія                | 1 – 0                   | Португалія           | товариський матч      | -    |                 |
| 25-3-2016  | Лейрія                 | Португалія           | 0 – 1                   | Болгарія             | товариський матч      | -    |                 |
| 29-3-2016  | Лейрія                 | Португалія           | 2 – 1                   | Бельгія              | товариський матч      | -    |                 |
| 8-6-2016   | Лісабон                | Португалія           | 7 – 0                   | Естонія              | товариський матч      | -    | 58'             |
| 14-6-2016  | Сент-Етьєн             | Португалія           | 1 – 1                   | Ісландія             | ЧЄ 2016 - 1-й етап    | -    |                 |
| 18-6-2016  | Париж                  | Португалія           | 0 – 0                   | Австрія              | ЧЄ 2016 - 1-й етап    | -    | 40'             |
| 22-6-2016  | Десін-Шарп'є           | Угорщина             | 3 – 3                   | Португалія           | ЧЄ 2016 - 1-й етап    | -    |                 |
| 25-6-2016  | Ланс                   | Хорватія             | 0 – 1 д.ч.              | Португалія           | ЧЄ 2016 - 1/8 фіналу  | -    |                 |
| 30-6-2016  | Марсель                | Польща               | 1 – 1 д.ч. (3 – 5 п.п.) | Португалія           | ЧЄ 2016 - чвертьфінал | -    |                 |
| 10-7-2016  | Сен-Дені               | Португалія           | 1 – 0 д.ч.              | Франція              | ЧЄ 2016 - Фінал       | -    | Чемпіони Європи |
| 1-9-2016   | Порту                  | Португалія           | 5 – 0                   | Гібралтар            | товариський матч      | 1    |                 |
| 6-9-2016   | Базель                 | Швейцарія            | 2 – 0                   | Португалія           | Відбір до ЧС 2018     | -    |                 |
| 7-10-2016  | Авейру                 | Португалія           | 6 – 0                   | Андорра              | Відбір до ЧС 2018     | -    | 35' 72'         |
| 10-10-2016 | Торсгавн               | Фарерські острови    | 0 – 6                   | Португалія           | Відбір до ЧС 2018     | -    | 60'             |
| 25-3-2017  | Лісабон                | Португалія           | 3 – 0                   | Угорщина             | Відбір до ЧС 2018     | -    |                 |
| 18-6-2017  | Казань                 | Португалія           | 2 – 2                   | Мексика              | Кубок Конфедерацій    | -    |                 |
| 18-6-2017  | Москва                 | Росія                | 0 – 1                   | Португалія           | Кубок Конфедерацій    | -    | 57'             |
| 24-6-2017  | Санкт-Петербург        | Нова Зеландія        | 0 – 4                   | Португалія           | Кубок Конфедерацій    | -    | 56'             |
| 2-7-2017   | Москва                 | Португалія           | 2 – 1                   | Мексика              | Кубок Конфедерацій    | 1    |                 |
| 31-8-2017  | Порту                  | Португалія           | 5 – 1                   | Фарерські острови    | Відбір до ЧС 2018     | -    |                 |
| 3-9-2017   | Будапешт               | Угорщина             | 0 – 1                   | Португалія           | Відбір до ЧС 2018     | -    |                 |
| 7-10-2017  | Андорра-ла-Велья       | Андорра              | 0 – 2                   | Португалія           | Відбір до ЧС 2018     | -    |                 |
| 10-10-2017 | Лісабон                | Португалія           | 2 – 0                   | Швейцарія            | Відбір до ЧС 2018     | -    |                 |
| 10-11-2017 | Візеу                  | Португалія           | 3 – 0                   | Саудівська Аравія    | товариський матч      | -    | 24' 55'         |
| 14-11-2017 | Лейрія                 | Португалія           | 1 – 1                   | США                  | товариський матч      | -    | кап. 10'        |
| Усього     |                        | Матчів               | 92                      |                      | Голів                 | 5    |                 |

## Титули та досягнення
«Порту»
- Чемпіон Португалії: 2005–06, 2006–07, 2019–20, 2021–22
- Володар Кубка Португалії: 2005–06, 2006–07, 2019–20, 2021–22, 2022–23
- Володар Суперкубка Португалії: 2006, 2020, 2022
- Володар Міжконтинентального кубка: 2004
- Володар Кубка португальської ліги: 2022–23

«Реал Мадрид»
- Чемпіон Іспанії: 2007—08, 2011—12, 2016—17
- Володар Кубка Іспанії: 2010-11, 2013-14
- Володар Суперкубка Іспанії: 2008, 2012
- Переможець Ліги Чемпіонів УЄФА : 2013—14, 2015—2016, 2016—2017
- Володар Суперкубка УЄФА: 2014, 2016
- Переможець Клубного чемпіонат світу з футболу: 2014, 2016

Збірна Португалії
- Чемпіон Європи: 2016
- Переможець Ліги націй УЄФА: 2018-19